# Bertrand Freiesleben
Bertrand Freiesleben (*  1967 in Lübeck) ist ein deutscher Künstler und Bildhauer.

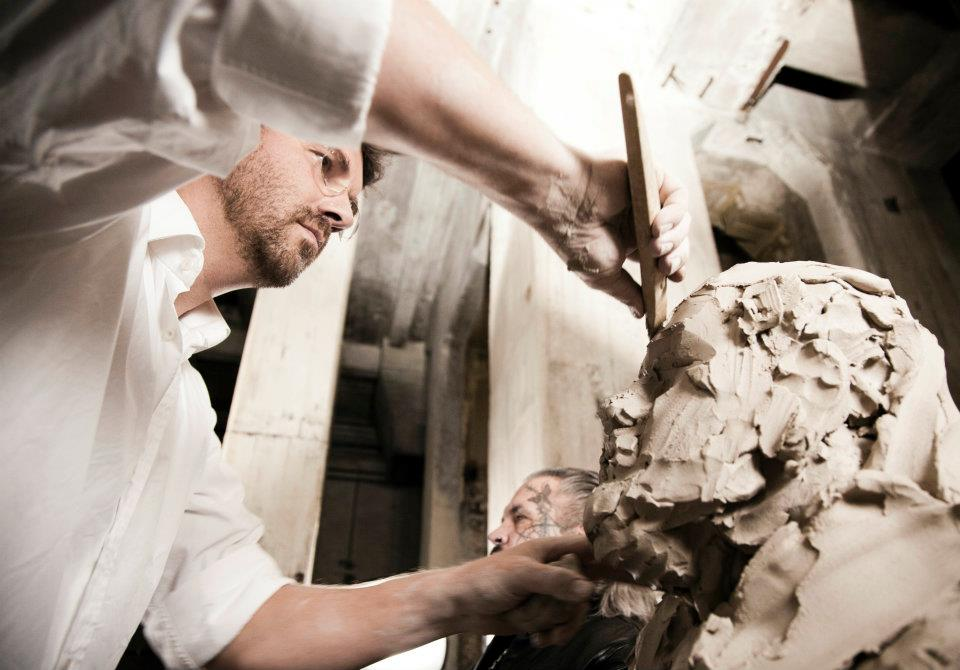
Bertrand Freiesleben

## Leben
Freiesleben ist der Sohn eines Mikrobiologen und einer Handwebmeisterin. Sein musisches und gestalterisches Talent wurde von seinen Eltern früh gefördert, in der Schule absolvierte er den Kunst-Leistungskurs.
Nach dem Abitur auf dem Johanneum zu Lübeck und dem Zivildienst studierte Freiesleben drei Semester Bildhauerei an der Muthesius-Hochschule in Kiel. Er brach sein Bildhauerstudium ab und ging von 1991 bis 1992 nach New York, wo er sich ausschließlich mit Konzeptkunst beschäftigte und 1991 seine erste Einzelausstellung hatte. Zurück in Deutschland, studierte er Kunstgeschichte und Philosophie an der FU in Berlin, u. a. bei Volker Manuth und Reiner Haussherr, mit Abschluss Magister. Von 1997 bis 2005 unterrichtete er am Kunsthistorischen Institut der FU Berlin. Im Jahr 2000 hatte er eine Gastprofessur an der Universität Paris VIII inne.
Seit Mitte der 1990er-Jahre widmet sich Freiesleben hauptsächlich der Porträtplastik und entwickelt thematische Porträt-Serien mit Persönlichkeiten. Ab 1992 schuf er zahlreiche Porträts von bekannten Persönlichkeiten aus Politik (darunter mehrere Bundespräsidenten), Kultur und Sport, die ihm persönlich Modell saßen. Zahlreiche Werke finden sich in öffentlichen Sammlungen und im öffentlichen Raum, zum Beispiel in Bundesministerien, Museen und Philharmonien.
Bertrand Freiesleben ist mit der Malerin Eva Scheide verheiratet. Sie haben drei Kinder und leben in Berlin.

## Auszeichnungen
- 1998: Grand Prix de portrait Paul-Louis Weiller de l’Académie des Beaux-Arts, Paris[5]
- 2010: Auslandsstipendium der Kulturstiftung der Länder[10]
- People’s Choice Award, Face2022, The Society of Portrait Sculptors, London[11]

## Porträts (Auswahl)
- Claudio Abbado
- Levon Aronjan
- Egon Bahr
- Franz Josef II. von Liechtenstein
- Güner Balci
- Berthold Beitz
- Kurt Biedenkopf
- Matthias Bloechle
- Eberhard Burger
- Hans Carl von Carlowitz
- Ralf Dahrendorf
- Hans von Dohnanyi
- Klaus von Dohnanyi
- Michael Endres
- Björn Engholm
- Matthias Erzberger
- Paul Gauselmann
- Gregor Gysi
- Dieter Hallervorden[12]
- Hildegard Hamm-Brücher
- Johannes Heesters
- Roman Herzog
- Rolf Hoppe
- Harald Juhnke
- Walter Kempowski
- Hans-Ulrich Klose
- Horst Köhler
- Viktor Kortschnoi
- Wladimir Kramnik
- Christopher Lehmpfuhl
- Kurt Masur
- Thomas Mann
- Matthias Matussek
- Sven Marquardt
- Wolfgang Menge
- Christian Modersohn
- Samy Molcho
- Gerd Plewig
- Iouri Podladtchikov
- Hans Riegel
- Pamela Rosenberg
- Ortwin Runde
- Erol Sander
- Walter Scheel
- Henning Scherf
- Karl Schiller
- Peter Schulz
- Gerhard Schröder
- So-yeon Schröder-Kim
- Uwe Seeler
- Peter Sodann
- Richard Stallman
- Bjarne Stroustrup
- Peter Tamm
- Bernhard Vogel
- Hans-Jochen Vogel
- Henning Voscherau
- Richard Wagner
- Richard von Weizsäcker
- Georgina von Wilczek
- Eckart Witzigmann
- Christian Wulff

## Werke im öffentlichen Raum und in Sammlungen (Auswahl)

### Ministerien und politische Einrichtungen
- Bundespräsidialamt Berlin: Büsten von Horst Köhler und Christian Wulff[13][6]
- Deutscher Bundestag, Matthias Erzberger Haus, Bürgersteig Unter den Linden, Berlin: Büste von Matthias Erzberger[14][15]
- Bundesministerium für wirtschaftliche Zusammenarbeit und Entwicklung Berlin: Walter Scheel[16]
- Bundesministerium für Wirtschaft und Klimaschutz Berlin: Karl Schiller
- Rathaus Solingen: Walter Scheel[17]
- Fraktion der Freien Demokraten im Bundestag: Walter Scheel und Ralf Dahrendorf
- FDP Bundesgeschäftsstelle Berlin: Walter Scheel

### Stiftungen
- Konrad-Adenauer-Stiftung Berlin: Büste von Bernhard Vogel[18]

- Friedrich-Naumann-Stiftung für die Freiheit, Potsdam: Walter Scheel
- Alfried Krupp von Bohlen und Halbach-Stiftung, Essen: Berthold Beitz

- Kempowski Stiftung Haus Kreienhoop, Nartum: Walter Kempowski

### Universitäten und Bildungseinrichtungen
- Humboldt-Universität Berlin: Hans von Dohnanyi[19]

- Ludwig-Maximilians-Universität München, Dermatologische Universitätsklinik, München: Gerd Plewig[20]
- Rektorat der Universität Konstanz: Ralf Dahrendorf[21]
- Alfried Krupp Wissenschaftskolleg Greifswald: Berthold Beitz
- London School of Economics and Political Science: Ralf Dahrendorf
- Dresden International University: Kurt Biedenkopf[22]
- Richard von Weizsäcker-Schule in Öhringen: Richard von Weizsäcker
- Richard von Weizsäcker-Schule in Schellerten: Richard von Weizsäcker
- Kempowski Archiv Rostock: Erstes Geschoss Raum 2: Walter Kempowski[23]
- Gesellschaft zur Beförderung gemeinnütziger Tätigkeit, Lübeck: Abram Bernardowitch Enns

### Museen und kulturelle Einrichtungen
- Museum Folkwang, Essen: Berthold Beitz[24]
- Bechtler Museum of Modern Art in Charlotte (North Carolina): Cellist Ludwig Quandt
- HSV-Museum Hamburg: Uwe Seeler
- Berliner Philharmonie, Südfoyer: Claudio Abbado[25]
- San Francisco Opera, War Memorial Opera House, San Francisco: Pamela Rosenberg
- Hoftheater Dresden-Weißig: Rolf Hoppe[26]
- Kurhaus Bad Pyrmont: Zar Peter der Große und Gottfried Wilhelm Leibniz[27]

### Sonstiges
- Nordfriedhof München: Grabstätte Johannes Heesters
- Vorplatz der Kathedrale von Liechtenstein in Vaduz: Fürst Franz Josef II. von Liechtenstein, Georgina von Wilczek
- Thyssenkrupp Essen: Ralf Dahrendorf
- Obermarkt in Freiberg: Bronzerelief von Hans Carl von Carlowitz[28]
- Deutsche Gesellschaft für Personalführung, Berlin: Walter Scheel
- Foyer Haribo, Bonn: Hans Riegel und Paul Riegel
- Schachgesellschaft Zürich: Viktor Kortschnoi

### Gestaltungen für Preise
- Gestaltung Ralf-Dahrendorf-Preis für Lokaljournalismus Badische Zeitung Freiburg im Breisgau
- Gestaltung Walter-Scheel-Preis im Auftrag der Bundesregierung
- Gestaltung des Urheberpreises „Die Idee“ für Microsoft (Bronzeskulptur als Wanderpokal)[29]

## Publikationen
- Köpfe. Bildband. Nicolai, Berlin 2013, ISBN 978-3-89479-804-8.
- Wie ein Kopf entsteht. In: Andreas Gerritzen (Hrsg.): Leben mit Kunst. Verlag J. P. Scheider jr., Frankfurt am Main 2023, ISBN 978-3-9802873-8-8, S. 352–356.